# Іоанніс Аргіріс
Іоанніс Аргіріс (грец. Ιωαννης Αργυρης; 19 серпня 1913, Волос, Греція — 2 квітня 2004, Штутгарт, Німеччина) — один із творців методу скінченних елементів, професор Штутгартського університету і директор Інституту статики та динаміки авіабудування. Іоанніс Аргіріс — племінник за материнською лінією відомого грецького математика Костянтина Каратеодорі.

## Біографічні відомості
Іоанніс Аргіріс народився 1913 року в місті Волос. Освіту здобув в Афінському політехнічному інституті, а потім у Мюнхенському технічному університеті. Здобув диплом інженера 1936 року, після чого почав працювати в Щецині з компанією Gollnow, яка будувала радіопередавальні вишки. Був заарештований нацистами, але втік за допомогою Вільгельма Канаріса до Швейцарії, де продовжив своє навчання і захистив докторську дисертацію у Федеральній вищій технічній школі Цюриху.
1943 року приєднався до дослідного відділу Королівського авіаційного товариства в Англії. Від 1949 до 1955 року викладав авіабудування в Імперському коледжі Лондона при Лондонського університету.
1959 року Іоанніс Аргіріс став професором Штутгартського університету і призначений директором Інституту статики і динаміки авіабудування. Тут він створює авіаційний та космічний центр з акцентом на застосуванні комп'ютерної та електронної техніки.
Іоанніс Аргіріс помер 2004 року в Штутгарті. Він похований у шведському місті Варберг на кладовищі Святого Йоргенса.

## Наукова діяльність
Іоанніс Аргіріс — один із творців методу скінченних елементів. 1944 року він застосував метод трикутних скінченних елементів в авіабудуванні. 1956 року його теоретична розробка почала використовуватися у проектуванні літака Boeing 747. Одночасно NASA доручило йому розробку термічного захисту космічного корабля «Аполлон». Аналогічну роботу Аргіріс здійснив для європейського космічного корабля «Гермес». Також Іоанніс Аргіріс брав участь у будівництві підвісний даху для Олімпійського стадіону в Мюнхені.
Іоанніс Аргіріс здобув 18 докторських дипломів, був членом національних академій наук 5 країн і почесним професором в шести університетів в Європі. Лауреат премії Ейнштейна в США і аналога Нобелівської премії в англо-саксонських країнах «Премії принца Філіпа». Член Лондонського королівського товариства від березня 1986 року.